# Erlinsbach (Argovie)
Pour les articles homonymes, voir Erlinsbach.
Erlinsbach est une commune suisse du canton d'Argovie, située dans le district d'Aarau.

Vue aérienne (1953)